# Gwałt na mężczyźnie
Gwałt na mężczyźnie – gwałt, w którym ofiarą przemocy seksualnej jest mężczyzna. Historycznie gwałt był postrzegany i definiowany jako przestępstwo dokonywane wyłącznie wobec kobiet, choć formalnie prawo karne państw europejskich, w tym Polski, już w XIX i XX wieku nie wprowadzało różnicy pod tym względem. W niektórych częściach świata gwałt nadal jest definiowany jako forma przemocy seksualnej dotyczącej tylko kobiet. Jest powszechnie penalizowany i dyskutowany.
Gwałt na mężczyźnie nadal stanowi temat tabu i ma negatywne konotacje wśród mężczyzn heteroseksualnych oraz homoseksualnych. Rodzaj reakcji ze strony policji, ochrony zdrowia, czy pomocy społecznej często jest zależny od orientacji seksualnej ofiary, płci sprawców i wieku ofiary. 
Zgłoszenie napaści na tle seksualnym może stanowić wyzwanie dla ofiar. Szczególnie w społecznościach, gdzie funkcjonują tradycyjne, silne wzorce męskości. Ofiary mogą obawiać się, że inni zakwestionują ich orientację seksualną (zwłaszcza, jeśli zostali zgwałceni przez mężczyznę) lub, że mogą być postrzegani jako słabi ze względu na status ofiary. Z tego powodu wiele statystyk nie ukazuje właściwej liczby zgwałconych mężczyzn. 
Zgwałceni mężczyźni, podobnie jak ofiary płci żeńskiej, rzadko zgłaszają gwałt, chyba że doznali poważnych obrażeń fizycznych. Ofiary często ukrywają obrażenia ciała powstałe w wyniku gwałtu lub podają inną przyczynę ich pojawienia się. Czasami pracownicy ochrony zdrowia przypadkowo odkrywają znamiona gwałtu na ciele pacjentów, co ofiary często próbują wytłumaczyć na różne sposoby.

## Badania i statystyki

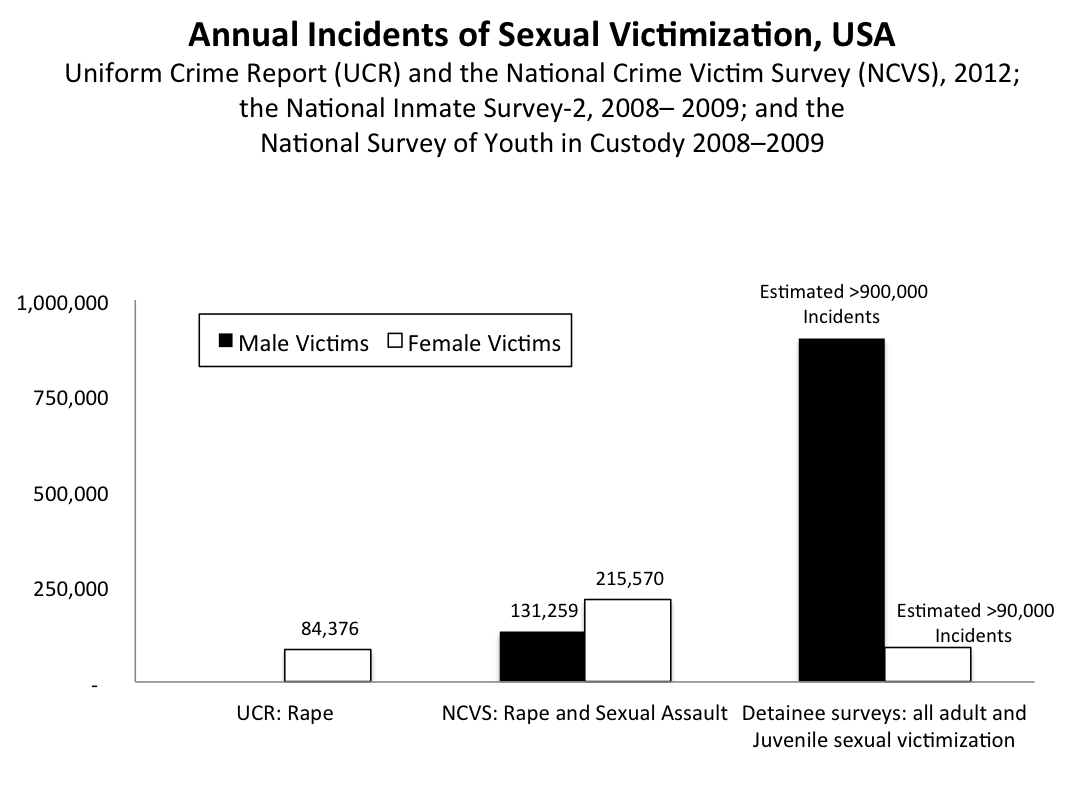
Statystyki wiktymizacji seksualnej według płci w zakładach karnych na terenie Stanów Zjednoczonych w 2014 roku

### Ogólnie
Na podstawie amerykańskich badań naukowych szacuje się, że w więzieniach mężczyźni znacznie częściej padają ofiarą przemocy seksualnej niż kobiety. Więźniowie obu płci nie są włączani w większość badań dotyczących przestępstw seksualnych.
Badania dotyczące gwałtu na ofiarach mężczyznach rozpoczęto dopiero w 1980 roku, koncentrując się głównie na chłopcach. Naukowcy przypatrywali się napaściom seksualnym w zakładach poprawczych, skupiając się w szczególności na konsekwencjach tego typu gwałtów. Dane na temat takich przestępstw były dostępne dopiero we wczesnych latach 80. Większość literatury dotyczącej gwałtów i napaści seksualnych dotyczy ofiar płci żeńskiej.
W XXI wieku zaczęto brać pod uwagę niektóre formy napaści seksualnych na mężczyzn. W badaniu 2010–2012 National Intimate Partner and Sexual Violence Survey (tłum. Ogólnokrajowe Badanie Partnerów Seksualnych i Przemocy Seksualnej) (oraz w poprzedniej edycji tego badania ukończonego w 2010 roku) Centers for Disease Control and Prevention (CDC) zbadano kategorię przemocy seksualnej nazywaną „zmuszaniem do penetracji”. Obejmuje ona przypadki, w których ofiary zostały zmuszone do penetracji seksualnej innej osoby (dowolnej płci). Ta kategoria obejmuje też przypadki, w których oprawcy próbowali zmusić do penetracji ofiarę, stosując przemoc fizyczną lub przymus. To też sytuacje, w których ofiara była pod wpływem alkoholu albo w inny sposób nie była w stanie wyrazić świadomej zgody. CDC stwierdziło w danych z 2012 roku, że 1,715 mln (1,267 mln w 2010 roku) osób zgłosiło „zmuszanie do penetracji” przez inną osobę w poprzedzających 12 miesiącach, podobnie do 1,473 mln (2010: 1,270 mln) kobiet, które zgłosiło gwałt w tym samym okresie. Definicje „gwałtu” i „zmuszania do penetracji” w badaniu CDC zostały sformułowane w bardzo podobny sposób. Sugerowano w ten sposób, że różnica pomiędzy tymi wyrazami jest znikoma.

### Gwałt na mężczyźnie dokonany przez mężczyznę
Gwałt mężczyzn na mężczyznach jest mocno stygmatyzowany. Według psychologa, Sarah Crome, zgłaszany jest w mniej niż 1 na 10 przypadków. Ofiary gwałtu płci męskiej jako grupa zgłaszały brak pomocy i wsparcia. Zarzutem był również fakt, że systemy prawne są często źle przygotowane do radzenia sobie z tego typu przestępstwami. W Wielkiej Brytanii badania sugerują, że wskaźnik gwałtów na mężczyznach jest wyższy w społecznościach homoseksualnych i uniwersyteckich.
Kilka badań dowodzi, że gwałty mężczyzn na mężczyznach w więzieniach oraz gwałty kobiet na kobietach w więzieniach to powszechne rodzaje gwałtów, które są zgłaszane rzadziej niż wśród osób na wolności. Nie są one również zgłaszane po opuszczeniu zakładu karnego. Gwałty mężczyzn na mężczyznach udokumentowano jako czynność zastraszającą w działaniach wojennych. W wypadku syryjskiej wojny domowej zatrzymani mężczyźni doświadczali wykorzystywania seksualnego, takiego jak zmuszanie do siedzenia na stłuczonej szklanej butelce po przywiązaniu genitaliów do ciężkiego worka z wodą lub zmuszanie do oglądania gwałtu na innym zatrzymanym przez funkcjonariuszy.

### Gwałt kobiet na mężczyznach
Gwałt kobiety na mężczyźnie jest niedostatecznie zbadany w porównaniu z innymi formami przemocy seksualnej. Statystyki dotyczące przewagi przemocy seksualnej kobiet na mężczyznach różnią się od siebie. Jedno badanie (Hannon i in.) wykazało, że 23,4% kobiet i 10,5% mężczyzn zgłosiło, że padło ofiarą gwałtu, podczas gdy 6,6% kobiet i 10,5% mężczyzn zgłosiło, że padło ofiarą usiłowania gwałtu. Badanie CDC z lat 2010–2012 wykazało, że jeden na siedemnastu mężczyzn (5,9%) zgłasza, że był zmuszany do penetracji w pewnym momencie swojego życia (wzrost z 4,8% w 2010 roku).
Badania wykazały także, że ofiary płci męskiej często zgłaszają tylko sprawców płci żeńskiej w przypadkach zmuszania do penetracji (2012: 78,5%, 2010: 79,2%), przymusu do stosunku (2012: 81,6%, 2010: 83,6%) i niechcianego kontaktu seksualnego (2012: 53,0%, 2010: 53,1%).
Wśród ofiar płci męskiej, które padły ofiarą gwałtu poprzez penetrację, 86,5% zgłosiło wyłącznie sprawców płci męskiej (spadek z 93,3% z poprzedniego badania opublikowanego w 2010 roku). Badanie przeprowadzone w 2008 roku na 98 mężczyznach, z którymi przeprowadzono wywiady w ramach Narodowego badania wiktymizacji przestępstw w Stanach Zjednoczonych, wykazało, że prawie połowa mężczyzn (46%), którzy zgłosili jakąś formę przemocy seksualnej, była ofiarami kobiet.
Jeśli chodzi o nadużycia seksualne między kobietami i mężczyznami, amerykański Departament Sprawiedliwości donosi w swoim oświadczeniu wstępnym (str. 5): „Szacuje się, że 4,4% osadzonych i 3,1% zatrzymanych zgłosiło, że doświadczyło jednego lub więcej incydentów napaści seksualnych ze strony innych zatrzymanych, lub personelu w ostatnich 12 miesiącach od zatrzymania, lub od aresztowania”. Odnośnie do nadużyć seksualnych między kobietami a mężczyznami (strona 25) czytamy: „Spośród 39 121 więźniów płci męskiej, którzy padli ofiarą napaści seksualnych przez personel, 69%  zgłosiło aktywność seksualną z personelem płci żeńskiej; dalsze 16% zgłosiło aktywność seksualną zarówno z kobietami, jak i mężczyznami” oraz „niemal dwie trzecie zatrzymanych płci męskiej, którzy padli ofiarą napaści seksualnych podaje, że sprawcą była kobieta (64%)”.
Mężczyźni będący ofiarami wykorzystywania seksualnego przez kobiety często spotykają się z podwójnymi standardami społecznymi, politycznymi i prawnymi.  Sprawa napaści seksualnej dokonanej przez Cierrę Ross na mężczyznę w Chicago trafiła na pierwsze strony ogólnokrajowych gazet amerykańskich, a sprawczynię skazano za czynną napaść seksualną i napad z bronią w ręku oraz wyznaczono kaucję na 75 000 dolarów. Podobny przypadek dotyczy Jamesa Landritha, który został zmuszony do penetracji znajomej kobiety w pokoju hotelowym pod wpływem alkoholu, podczas gdy sprawczyni całego zajścia powołała się na fakt, że była w ciąży, aby James nie walczył, ponieważ mógł zranić dziecko.
Kilka szeroko opisanych przez prasę przypadków uwodzenia osoby nieletniej w Stanach Zjednoczonych dotyczyło nauczycielek uprawiających seks z nieletnimi uczniami (np. Mary Kay Letourneau oraz Debra Lafave). Zdarzały się również przypadki, w których sędzia nakazał nieletniemu mężczyźnie będącemu ofiarą gwałtu płacenie alimentów na dziecko po zajściu w ciążę przez sprawczynię (sprawa Hermesmann przeciwko Seyer).

## Mity dotyczące męskich ofiar gwałtu

### Mężczyźni nie są bezbronni
Uważa się, że dzięki męskiej roli płciowej mężczyźni, nawet młodsi, nie mogą być ofiarami gwałtu i nie są bezbronni. W niektórych społeczeństwach płacz dziecka płci męskiej jest uważany za objaw słabości, ponieważ męski stereotyp przedstawia mężczyzn jako zdolnych do samoobrony, co nie zawsze jest prawdą. Młodzi chłopcy mogą być słabsi i bezbronni wobec zazwyczaj silniejszych sprawców. Sprawcy mogą wywierać wpływ na ofiary za pomocą różnych środków, w tym pieniędzy czy innych form przekupstwa.

### Mężczyźni zawsze chcą seksu
Powszechnym przekonaniem społecznym jest to, że mężczyzna musi być podniecony, jeśli ma erekcję lub orgazm, co oznacza, że chce i czerpie przyjemność z każdej aktywności seksualnej. Roy J. Levin i Willy Van Berlo napisali w artykule w Journal of Clinical Forensic Medicine, że niewielka stymulacja genitaliów lub stres mogą wywołać erekcję „nawet jeśli nie występuje żadna specyficzna stymulacja seksualna”. Erekcja nie oznacza, że mężczyzna zgadza się na stosunek. Mężczyźni mogą doznać erekcji nawet w traumatycznych lub bolesnych sytuacjach seksualnych, co nie oznacza zgody.
Podobnie jak reakcja erekcyjna u kobiet, męska reakcja erekcyjna jest mimowolna, co oznacza, że mężczyzna nie musi być podniecony, aby jego penis uległ erekcji; wystarczy mechaniczna stymulacja. Podniecenie i stymulacja są odmiennymi kwestiami. Stymulacja to fizyczne pobudzanie. Mężczyźni mogą być fizycznie stymulowani bez uczucia podniecenia, co też może wywołać erekcję. Mogą być również przestraszeni i zastraszeni do erekcji (co nie zawsze jest możliwe), zwłaszcza jeśli napastnikiem jest osoba  starsza lub mająca autorytet.

### Traumatyzacja
Jeden z poglądów głosi, że mężczyźni są mniej straumatyzowani doświadczeniem wykorzystywania niż kobiety, jednak badania pokazały, że długoterminowe skutki są szkodliwe dla obu płci, a mężczyźni mogą bardziej cierpieć z powodu napiętnowania społecznego i niedowierzania. Eogan i Richardson zauważyli, że ofiary płci męskiej mają tendencję do odczuwania bardziej intensywnego gniewu niż ofiary płci żeńskiej, a obie przeżywają podobne uczucia po gwałcie.
Frazier w 1993 roku zbadała 74 ofiary płci męskiej i 1380 płci żeńskiej. Odkryła, że depresja i wrogość są silniejsze u mężczyzn zaraz po gwałcie niż u kobiet. Terapeuta Stephanie Baird, zajmujący się leczeniem traumy podała, że mężczyźni, którzy doświadczyli molestowania seksualnego jako dzieci, często tłumaczą to sobie „Jestem ogierem, przeleciała mnie...”. Baird wyjaśniła, że służy to łudzeniu się, jakoby mieli jakąś władzę i decyzyjność.
Carpenter w 2009 roku, cytując Mezey, stwierdza, że „męska strategia radzenia sobie, charakteryzująca się zaprzeczaniem i kontrolą, czyni ich bardziej podatnymi na późniejsze problemy psychiatryczne i zmniejsza prawdopodobieństwo szukania pomocy”.

### Orientacja seksualna
Henry Leak, przewodniczący organizacji Survivors stwierdził, że gwałty na mężczyznach i na kobietach, mają więcej wspólnego z władzą niż seksualnością i nie zdarzają się tylko wśród społeczności homoseksualistów. Orientacja seksualna jest kwestią złożoną i większość sprawców płci męskiej, którzy szukają chłopców na swoje ofiary, nie jest homoseksualna.
Ofiary napaści seksualnych na mężczyznach często boją się, że zostaną postrzegane jako geje czy osoby słabe. Często wierzą, że napaść na nich może wynikać z postrzegania ich za posiadających zniewieściały lub homoseksualny wygląd. Eksperci nie uważają, aby przedwczesne doświadczenia seksualne odgrywały znaczącą rolę w ich późniejszej orientacji seksualnej. Badania przeprowadzone przez Jane Gilgun, Judith Becker i Johna Huntera wskazują, że chociaż wielu sprawców mogło doświadczyć własnego wykorzystywania seksualnego, większość ofiar napaści na tle seksualnym nie stanie się sprawcami w przyszłości. Należy jednak zauważyć, że homoseksualni i biseksualni mężczyźni mogą być ofiarami gwałtu, przy czym „13,2% mężczyzn biseksualnych i 11,6% homoseksualistów zgłasza historię gwałtu w wieku dorosłym”.

## W trakcie konfliktów zbrojnych
Gwałty na mężczyznach w trakcie wojny dominują w niektórych częściach świata. W całej Afryce zgwałceni mężczyźni często spotykają się ze stygmatyzacją społeczną i wyśmiewaniem za bycie „słabymi”. Mogą też zostać oskarżeni o homoseksualizm (który jest nielegalny w wielu krajach w tym regionie). Gdy niektórzy męscy uciekinierzy z Kongo próbowali leczyć się w Ugandzie, sądzono ich za homoseksualizm. Na początku XXI wieku, w północnej Ugandzie grupy rebeliantów atakowały siły rządowe. Podczas tych ataków cywile często byli porywani, gwałceni, a nawet zmuszani do walki w ugrupowaniach rebeliantów. Ofiary gwałtów często doświadczają poważnych urazów fizycznych, emocjonalnych i psychicznych. Podczas rosyjskiej agresji na Ukrainę w 2022 r. pojawiły się doniesienia o zgwałceniach ukraińskich mężczyzn i chłopców przez żołnierzy rosyjskich.

## Skutki

### Skutki fizyczne
Wykorzystanie seksualne skutkuje poważną emocjonalną i często fizyczną traumą. Wśród ofiar napaści seksualnych powyżej 18 roku, życia 31,5% kobiet i 16,1% mężczyzn podało, że w wyniku napaści doznało urazów innych niż w obrębie genitaliów. Ofiary płci męskiej doświadczyły większej ilości dodatkowych obrażeń i częściej były zastraszane bronią przez sprawcę. Najczęstsze objawy i obrażenia to napięciowe bóle głowy, wrzody, nudności, zapalenie okrężnicy, otarcia gardła, podbite oczy i złamania kości. Badanie przeprowadzone przez Stermaca i współpracowników (2004) wykazało, że 45% ofiar płci męskiej, które udały się do szpitala, miało jakiś rodzaj obrażeń fizycznych (25% urazów tkanek miękkich, 20% skaleczeń).
Dane ze szpitalnych oddziałów ratunkowych pokazały, że ofiary gwałtów płci męskiej częściej miały obrażenia inne niż w obrębie genitaliów w odróżnieniu od płci żeńskiej i rzadziej szukały pomocy medycznej, gdy obrażenia nie były znaczne. Hodge i Canter (1998) stwierdzili, że ofiary homoseksualne płci męskiej częściej doznawały poważnych obrażeń niż męskie ofiary heteroseksualne. Czasem ofiary były zakażane chorobami wenerycznymi wskutek gwałtu, jednak nie jest to częste i dotyczy tylko niewielkiej części męskich ofiar.

### Skutki psychologiczne
Zarówno kobiety, jak i mężczyźni będący ofiarami gwałtu mogą mieć trudności ze zgłaszaniem napaści seksualnych. Istnieje mit, według którego ofiary napaści seksualnej płci męskiej same staną się sprawcami. Ten mit jest bardzo szkodliwy dla ofiar, zarówno dla ich zdrowia psychicznego, jak i późniejszego traktowania przez innych. Elizabeth Donovan, psychoterapeuta, wskazała, że mężczyźni odczuwają dodatkowy ciężar stawienia czoła społeczeństwu, które nie wierzy, że gwałt może im się w ogóle przydarzyć. Szkodliwa jest również społeczna stygmatyzacja ofiar płci męskiej, która została opisana jako „wtórna wiktymizacja”.
Ponieważ większość badań wykazała, że ludzie zwykle winią ofiarę za incydent, badanie Gender Differences in Attributions of Blame for Male Rape Victims (ang. różnice płciowe w przypisywaniu winy ofiarom gwałtu płci męskiej) w Journal of Interpersonal Violence skupiło się na tym, gdzie leży wina w przypadkach gwałtu. W przypadkach ofiar gwałtu płci żeńskiej większa ilość mężczyzn niż kobiet winiła ofiarę gwałtu za napaść seksualną. Aby pokazać, czy respondenci płci męskiej, czy żeńskiej częściej winią ofiarę gwałtu, badanie wykorzystało historię zgwałconego mężczyzny, aby pokazać, czy winiono ofiarę, czy sprawcę. Po przeprowadzeniu eksperymentu badacze stwierdzili, że statystycznie większa ilość mężczyzn ma tendencję do winienia ofiary, nawet wówczas, gdy ofiarą gwałtu jest mężczyzna. Jeśli chodzi o obwinianie ofiar gwałtu, badacze przeprowadzili w 1993 roku eksperyment i odkryli, że statystycznie istotny odsetek mężczyzn ma tendencję do obwiniania ofiary, nawet jeśli ofiarą gwałtu był mężczyzna.

### Skutki długoterminowe
W porównaniu z mężczyznami, którzy nie byli wykorzystywani seksualnie, mężczyźni, którzy doświadczyli tego przed 18 rokiem życia, są bardziej narażeni na problemy ze zdrowiem psychicznym, w tym objawów zespołu stresu pourazowego i depresji, alkoholizmu i nadużywania narkotyków, myśli i prób samobójczych; problemów w intymnych związkach i niższych wynikach w szkole i w pracy. Ze względu na oczekiwania płciowe, bycie dziecięcą ofiarą gwałtu płci męskiej może prowadzić do:
1. presji, aby udowodnić swoją męskość fizycznie i seksualnie (częste ćwiczenia fizyczne i angażowanie się w niebezpieczne lub brutalne zachowania; posiadanie wielu partnerek seksualnych);
2. dezorientacji związanej z własną tożsamością płciową i seksualną;
3. poczucia bycia niewystarczająco męskim;
4. poczucia utraconej siły i kontroli;
5. problemów z bliskością i intymnością;
6. problemów seksualnych[51];
7. lęku o bycie „homoseksualnym”;
8. homofobii.

### Ryzyko samobójstwa
Wśród mężczyzn współczynnik samobójstw u wykorzystanych seksualnie jest 14 do 15 razy wyższy. McDonald i Tijerino stwierdzili w swoich badaniach, że w niektórych przypadkach uczestnicy twierdzili, że przejawiali zachowania samookaleczające, w tym próby samobójcze i/lub mieli myśli samobójcze. Istnieje również badanie, które wskazało, że ofiary gwałtu ponad czterokrotnie częściej rozważały samobójstwo i 13 krotnie wzrosło prawdopodobieństwo, że podejmą próbę samobójczą.
Mężczyźni częściej dokonują udanego samobójstwa niż kobiety. Jedno z częstych wyjaśnień polega na społecznym konstrukcie hegemonicznej męskości oraz kobiecości. W przeglądzie literatury dotyczącej płci i samobójstw, współczynniki samobójstw mężczyzn wyjaśniono w kategoriach tradycyjnych ról płciowych. Męskie role płciowe mają tendencję do podkreślania większego poziomu siły, niezależności i ryzykownych postępowań. Wzmacnianie tej roli często powstrzymuje mężczyzn przed szukaniem pomocy w związku z myślami samobójczymi i depresją.

### Terapia leczenia
Wszystkie ofiary napaści seksualnych potrzebują szeroko zakrojonego leczenia emocjonalnego i psychologicznego, ale ofiary płci męskiej często nie wspominają o swojej historii związanej z gwałtem. Elizabeth Donovan, psychoterapeutka powiedziała: „Mężczyźni mają dodatkową trudność obcowania ze społeczeństwem, które nie wierzy, że w ogóle mogą zostać zgwałceni”.

## Występowanie

### Polska
Według statystyk GUS, w Polsce w 2021 r. mężczyźni stanowili ok. 7% ofiar przestępstwa zgwałcenia według Kodeksu karnego oraz ok. 4% ofiar przestępstwa zgwałcenia według klasyfikacji ICCS.

### Stany Zjednoczone
W 1995 roku Amerykańskie Towarzystwo Medyczne opisało gwałt na mężczyznach jako „cichą epidemię przemocy”. CDC podało, że w 2010 niemal 1 na 5 kobiet i 1 na 71 mężczyzn w Stanach Zjednoczonych zostało zgwałconych lub stało się ofiarą próby gwałtu, przy czym 4,8% mężczyzn (1 na 21) podało, że zmuszono ich do penetracji kogoś innego w pewnym momencie swojego życia. W USA, wśród ofiar płci męskiej incydenty przemocy seksualnej są często niezgłaszane, co sugeruje, że rzeczywista ich liczba jest wyższa. Stephanie Baird wskazała „kompleks pociągu seksualnego względem nauczyciela lub opiekunki do dziecka” jako popularny motyw w kulturze amerykańskiej. Owa kultura utrudnia młodemu mężczyźnie stwierdzenie, że jest wykorzystywany. Baird wyjaśniła, że zgoda oznacza „bycie w wieku zgody, stanie umysłu i ciała do podjęcia poinformowanej decyzji o tym, czy chciałoby się obcować seksualnie z inną osobą”, przy czym dzieci nie mogą udzielić zgody.

### Wielka Brytania
W najnowszych statystykach rządowych Wielkiej Brytanii oszacowano, że około 78 000 osób w Wielkiej Brytanii było ofiarami gwałtu lub próby gwałtu i około 9000 z nich to mężczyźni. Badania wskazały, iż bardzo niski współczynnik zgłaszania dotyczy zwłaszcza ofiar płci męskiej. Około 1250 incydentów gwałtu na mężczyznach zgłoszono na policję w latach 2011–2012. W lutym 2014 roku ministerstwo sprawiedliwości przeznaczyło 500 000 funtów na pomoc i wsparcie ofiar płci męskiej.

### Chiny
Badanie ONZ Multi-Country Study on Men and Violence in Asia and the Pacific (badanie w wielu krajach dotyczące mężczyzn i przemocy w Azji i na Pacyfiku) z 2013 roku wykazało, że 3% mężczyzn w Chinach doświadczyło zgwałcenia przez innego mężczyznę w trakcie swojego życia (co sugeruje, że udział gwałtów na mężczyznach wśród wszystkich gwałtów wyniósł wówczas 14,4%).

### Tajwan
W Tajwanie 12 066 osób było ofiarami napaści seksualnych w 2012 roku, z czego 1535 ofiar to mężczyznami. Ministerstwo Spraw Wewnętrznych Tajwanu podało, że 7608 nieletnich było ofiarami gwałtu lub napaści seksualnej, z czego 1063 z nich było chłopcami. Aby zapobiec rosnącej liczbie tych przestępstw, Ministerstwo Edukacji Tajwanu opublikowało krótki film z dziedziny edukacji seksualnej. Tajwańscy internauci i uczniowie potraktowali to jako przedmiot żartów. Jednak sekretarz generalny Narodowej Akademii Badań Edukacyjnych, Kuo Kung-pin powiedział, że materiał wideo osiągnął swój cel, którym było zwrócenie uwagi młodzieży i przypomnienie im, że mężczyźni również mogą zostać zgwałceni.

### Indie
Gwałty na mężczyznach w Indiach są często niezgłaszane. Z tego powodu niektórzy aktywiści i organizacje badawcze, w tym Jai Vipra z think-tanku z Centrum Społeczeństwa Obywatelskiego w Nowym Delhi zasugerowało, że sformułowanie przepisów dotyczących gwałtu powinno być neutralne pod względem płci. Poglądowi temu sprzeciwili się niektórzy zwolennicy praw człowieka i działacze na rzecz praw kobiet. Prawniczka zajmująca się prawami człowieka w Mumbaju Flavia Agnes w wypowiedzi dla India Times stwierdziła: „sprzeciwiam się propozycji, aby przepisy dotyczące gwałtu były neutralne pod względem płci. Sprzeciwialiśmy się temu, gdy rząd uczynił prawa dotyczące gwałtu na dzieciach neutralnymi pod względem płci... przepisy dotyczące gwałtu nie będą miały wartości odstraszającej i sprawią, że będzie to bardziej skomplikowane dla sędziów w sądzie”. W tym samym artykule zacytowano międzynarodową prawniczkę i aktywistkę praw człowieka, Vrindę Grover: „Nie ma przypadków gwałtu kobiet na mężczyznach. Nie sądzę, aby mężczyźni spotykali się z poważną przemocą seksualną tak jak kobiety. Weźmy pod uwagę brutalność i intensywność przemocy seksualnej przeciwko kobietom”.

### Indonezja
Wiadomości o gwałtach na mężczyznach w Indonezji budzą zdumienie lub żarty. Indonezyjska Komisja ds. Ochrony Dzieci (Komisi Perlindungan Anak Indonesia – KPAI) podała, że około 400 indonezyjskich dzieci pada ofiarą napaści na tle seksualnym rocznie, zarówno ze strony swoich rodzin, jak i innych dorosłych. Według sekretarza generalnego KPAI, Erlindy większość dzieci, które były ofiarami przemocy seksualnej to chłopcy, ponieważ chłopcy są narażeni na to, że staną się ofiarami przestępców seksualnych, jako że sprawcy lub pedofile łatwo ich przekonują.
Emayartini (2013) była pierwszą indonezyjską kobietą skazaną na karę więzienia za zgwałcenie sześciu nastoletnich chłopców. Prawie uniknęła odpowiedzialności karnej, ponieważ uważano, że ją za osobę z zaburzeniami psychicznymi. W przeciwieństwie do gwałcicieli płci męskiej została skazana zgodnie z ustawą z 2002 r. o ochronie dzieci, a nie ustawie przeciw gwałtom.

## Ustawodawstwo w poszczególnych państwach

### Stany Zjednoczone
Raport przestępczości FBI z 2012 roku zredefiniował gwałt jako: „penetrację, nieważne jak małą, waginy lub odbytu przez jakąkolwiek część ciała lub obiekt, lub penetrację oralną przez organ seksualny innej osoby bez zgody ofiary”. Poprzednia definicja nie uległa zmianie od 1927 roku i przykuła uwagę grup zajmujących się świadomością o napaściach seksualnych, ponieważ wykluczała ofiary, które nie pasowały do ówczesnej definicji – „stosunków cielesnych wobec kobiety siłą i wbrew jej woli”. Poprzednia definicja „gwałtu siłą” skupiała się na penetracji pochwy, ale nowsza definicja obejmuje przymusową penetrację analną lub oralną. Stara definicja „cielesnej penetracji kobiety siłą i wbrew jej woli” nie obejmowała przymusowej penetracji oralnej lub analnej, gwałtu na kobiecie innymi przedmiotami ani gwałtu na mężczyźnie.
Nowa definicja z 2012 zachęca mężczyzn, którzy zostali ofiarą gwałtu do szukania pomocy, której potrzebują. Pozwala też włączyć do kodeksu karnego napaści seksualne wcześniej nieobjęte definicją gwałtu. Podstawa tej zmiany definicji leży w statystykach podanych przez instytucje rządowe, takie jak Departament Sprawiedliwości USA czy CDC. Badanie przeprowadzone przez CDC wykazało, że 1 na 71 mężczyzn był ofiarą gwałtu lub jego próby. To badanie zawarło w swojej definicji penetrację oralną i analną, jednak nie dotyczyło mężczyzn w więzieniach lub mężczyzn zmuszonych do penetracji.

### Wielka Brytania
Wcześniej prawo angielskie nie obejmowało gwałtu na mężczyznach jako przestępstwa. Był on traktowany jako sodomia bez zgody. Jak stwierdził Henry Leak, przewodniczący organizacji Survivors, skazany gwałciciel mógł być skazany na dożywocie, a za sodomię groziło maksymalnie 10 lat pozbawienia wolności. Jednakże tak już nie jest. The Criminal Justice and Public Order Act 1994 (ustawa o wymiarze sprawiedliwości w sprawach karnych i porządku publicznego z 1994 r.) jako pierwsza ustawa rozpoznała gwałt na ofierze płci męskiej, a Ustawa o przestępstwach seksualnych z 2003 r. (Sexual Offences Act 2003) stanowi, że penetracja „ust, odbytu lub pochwy penisem [oskarżonego]” jest wystarczająca, aby definiować to jako gwałt. Zgodnie z ustawą o przestępstwach seksualnych (Szkocja) z 2009 r. (Sexual Offences (Scotland) Act 2009) i rozporządzeniem w sprawie przestępstw seksualnych (Irlandia Północna) z 2008 r. (Sexual Offences (Northern Ireland) Order 2008) mężczyźni mogą być zarówno sprawcami, jak i ofiarami. Jednak w Zjednoczonym Królestwie zgodnie z prawem, nie można kobiety  oskarżyć o „gwałt”. Zamiast tego można ją oskarżyć o inne przestępstwa, takie jak napaść na tle seksualnym, napaść przez penetrację lub spowodowanie czynności seksualnej bez zgody. Dwa ostatnie mają ten sam maksymalny wymiar kary.

### Chiny
Przed 2015 rokiem, kodeks kryminalny Chin stanowił, że przestępstwo gwałtu może być tylko popełnione wobec kobiet. Tylko kobietom zapewniał prawo do autonomii seksualnej, ale nie chronił w tym względzie praw mężczyzn. W 2011 roku doszło do pierwszego skazania za napaść seksualną wobec mężczyzny. Sprawcą był ochroniarz z Pekinu, jednak został on skazany za umyślne dokonanie obrażeń ciała, a nie za gwałt. Zasądzono mu rok więzienia i 20 000 juanów (ok. 13 tys. zł.) zadośćuczynienia. Skazany gwałciciel otrzymuje wyrok przynajmniej trzech lat więzienia.
Wytyczne Chin dotyczące ochrony dzieci zwiększają kary za przestępstwa seksualne wobec nieletnich dziewczynek, jednak nie dają takiej samej ochrony nieletnim chłopcom. Molestowanie dzieci obu płci jest obecnie traktowane równo, jednak gwałcicielom chłopców może być tylko postawiony zarzut molestowania dzieci z maksymalnym wyrokiem 5 lat więzienia. We wrześniu 2013 roku 27 organizacji pozarządowych nawoływało do wyrównania ochrony dla chłopców poniżej 18 roku życia w przypadkach przestępstw seksualnych.
Do 1 listopada 2015 roku przestępstwa seksualne wobec mężczyzn powyżej 14 roku życia nie mogły być przyczyną skazania, jeżeli nie obejmowały również fizycznej napaści. Karano jedynie za napaść fizyczną. Nowelizacja kodeksu karnego, który penalizuje „wymuszoną nieobyczajność”, sprawiła, że ten artykuł dotyczy obu płci. Sprawcy gwałtów dokonanych na mężczyznach od 2015 mogą zostać skazani zgodnie z nowym zapisem kodeku karnego, a za czyn ten grozi maksymalnie pięć lat pozbawienia wolności.

### Indie
Indyjski kodeks karny,  w jednym rozdziale penalizuje wszystkie akty stosunku cielesnego bez zgody. W tym gwałt mężczyzn na mężczyznach. Rozdział ten wspomina również o karze za wymuszoną i dobrowolną sodomię. Za przestępstwo to grozi kara od 10 lat do dożywotniego pozbawienia wolności. Sąd Najwyższy Indii stwierdził, że rozdział 377 indyjskiego kodeksu karnego będzie dalej regulować seks z użyciem penisa oraz niewaginalny seks bez zgody, również w przypadkach z nieletnimi. Ten rozdział może być wykorzystywany do karania sodomitów, pedofilów i zoofilów.
Definicja gwałtu w rozdziale 375 indyjskiego kodeksu karnego nie obejmuje gwałtu, gdy ofiarami są mężczyźni. Rząd Indii w 2012 roku zdecydował się zmienić definicję „gwałtu” na przymusową penetrację, aby móc włączyć ofiary płcy męskiej do tej definicji. Jednak został skrytykowany, gdyż sugerowano, że taka zmiana zagroziłaby interesom kobiet będących ofiarami gwałtu.
W 2013 roku w rozporządzeniu (poprawce) do prawa karnego przestępstwa dotyczące gwałtu i molestowania seksualnego zaczęły być neutralne pod względem płci. Termin „gwałt” został usunięty i zastąpiony terminem „napaść seksualna”. Jednak silny sprzeciw ze strony grup feministycznych, spowodował, że rząd Indii postanowił przywrócić termin „gwałt” i określić, że tylko mężczyźni mogą być gwałcicielami kobiet.

### Indonezja
Opierając się na Indonezyjskim Kodeksie Karnym (Kitab Undang-undang Hukum Pidana), mężczyźni nie mogą być ofiarami gwałtu. W paragrafie 285 gwałt definiowany jest jako przemoc seksualna wobec kobiety i podlega karze pozbawienia wolności do 12 lat, podczas gdy w paragrafie 289 ofiara „wulgarnych działań” nie jest określona jako mężczyzna ani kobieta; kara wynosi do 9 lat pozbawienia wolności.

### Filipiny
Przed dokonaną w 1997 roku  ponowną nowelizacją kodeksu karnego z 1930 filipińskie prawo nie uznawało osoby płci męskiej za potencjalne ofiary gwałtu. Artykuł 266-A określa gwałt jako „akt napaści na tle seksualnym” dokonany przez jakąkolwiek osobę poprzez „włożenie swojego penisa do ust lub odbytu innej osoby” lub włożenie „jakiegokolwiek narzędzia lub przedmiotu do otworu pochwy lub odbytu innej osoby”. Poprawka z 1997 roku umożliwiła prawne uznanie gwałtów na mężczyznach.
Kary za przestępstwa zgwałcenia chłopców w porównaniu do popełnienia tego samego czynu wobec dziewcząt są jednak inne. Gwałt na chłopcach jest prawnie uznawany za gwałt na tle seksualnym, za który grozi kara od sześciu do dwunastu lat pozbawienia wolności. Gwałt na dziewczynkach jest zagrożony karą dożywocia.

### Singapur
Prawo Singapuru nie rozpoznaje mężczyzn jako ofiar gwałtu. Ofiara płci męskiej nie jest traktowana jako ofiara gwałtu według kodeksu karnego, który definiuje gwałt jako „czynność polegającą na penetracji pochwy kobiety przez mężczyznę swoim penisem bez jej zgody”. Penetracja innych miejsc nie jest gwałtem, lecz bezprawną penetracją seksualną. Za oba te przestępstwa grozi ta sama kara: pozbawienie wolności do lat 20 plus grzywna lub chłosta według tamtejszego Kodeksu Karnego.